# Zirco Tokyo
Zirco Tokyo（ジルコ トーキョー/トウキョウ）は、東京都新宿区歌舞伎町にあるライブハウスである。大阪を中心に事業展開を行う株式会社ベースオントップが運営を行っている。新宿Zirco Tokyoと呼称されることもある。

## 沿革
大阪を中心として音楽スタジオ経営やイベントの企画制作などを行う会社・ベースオントップが管轄する9店舗目のライブハウスとして2016年5月15日にオープンした。運営側が客足の増加を狙い、同社の大塚Deepa（2008年開業）、吉祥寺CLUB SEATA（2009年開業）に比べてより賑やかな新宿に立地させた。音楽のジャンルに縛られることのない方針でイベント運営が行われている。

## 施設
新宿区役所の前にある東陽ビルの地下2階に店舗を構える。白色とオレンジ色をベースにデザインされた店内は、
エントランス・メインフロア・ラウンジで構成されている。ライブスペースのあるメインフロアはステージの横幅を大きく取るように設計され、スタンディングで250名を収容できる。ライブステージの反対側にはPAブースが設けられ、フロアの音響や照明が管理される。また、ラウンジへと繋がる部分には高い段差と仕切りが設けられ通路として機能している。
メインフロア奥のラウンジはカウンターが備わっており、100種類以上のドリンクが提供されている。ラウンジスペースはDJブースとして開放することも可能で、メインフロアを加えた2フロアでのDJイベントも開催可能としている。そのほかの特徴として、Zirco Tokyoではエントランス付近の喫煙スペースや楽屋のスペースを広く取っている。また、ベースオントップが運営するアメリカ村DROPや吉祥寺CLUB SEATAといったライブハウスとは異なり、深夜営業を行っていない。